# Giacomo DiNorscio
Giacomo DiNorscio (né le 20 juillet 1940 aux États-Unis et mort le 14 novembre 2004), aussi connu sous le nom de Jackie DiNorscio et surnommé Fat Jack ou Jacky Dee était un membre éminent de la famille Lucchese, une famille du crime organisé active à New York.

## Biographie
Après avoir travaillé pour la famille Bruno, Giacomo DiNorscio change de famille et part rejoindre les Lucchese. La raison pour laquelle il a quitté la famille Bruno reste encore inconnue.
Au début des années 1980, les forces de l'ordre américaines lancent une vaste enquête sur les activités du crime organisé dans le nord du New-Jersey. Après une enquête de quatre ans, les enquêteurs parviennent à réunir assez de preuves pour mettre en accusation 20 membres de l'équipe de Jersey. Accenturo est interpellé en Floride, les frères Taccetta sont arrêtés à Newark avec 17 autres membres. Ils doivent faire face à 76 infractions aux lois RICO. Ces accusations criminelles tentent de mettre en perspective la participation de la famille Lucchese dans le prêt à taux usuraire, extorsion, le racket, les paris clandestins, le blanchiment d'argent, le trafic de drogue, les incendies criminels, le vol, les meurtres et la conspiration pour en commettre. À la fin 1986 et au début de 1987, le premier procès commence. Durant le procès, DiNorscio vire son avocat et assure sa défense seul durant toute la durée du procès. Bien que Accenturo et Taccetta soient impopulaires auprès du jury, Accenturo réussit à les charmer. Ainsi à la fin du procès en 1988, les 20 accusés sont acquittés. Ce tour de force est attribué à la personnalité de DiNorscio, lorsqu'il assurait sa défense. Les procureurs sont stupéfaits, il est affirmé que les membres de l'équipe de Jersey avaient quitté leurs activités criminelles avant le procès RICO.
Ce fut le procès de mafia le plus long de l'histoire américaine ; il dura 21 mois.
Jackie DiNorscio a passé une partie de sa vie en prison. Il fut condamné à une peine de 30 ans avant le procès, pour une affaire antérieure, et libéré après 17 ans passé en prison. À sa sortie, Jackie retourna vivre avec sa femme, Bella, et ses petits enfants, nés durant sa détention.
Il est mort le 14 novembre 2004 d'une insuffisance hépatique pendant le tournage du film Jugez-moi coupable.